# Oneida (Kansas)
Oneida é uma cidade localizada no estado americano de Kansas, no Condado de Nemaha.

## Demografia
Segundo o censo americano de 2000, a sua população era de 70 habitantes.
Em 2006, foi estimada uma população de 68, um decréscimo de 2 (-2.9%).

## Geografia
De acordo com o United States Census Bureau tem uma área de
0,6 km², dos quais 0,6 km² cobertos por terra e 0,0 km² cobertos por água. Oneida localiza-se a aproximadamente 375 m acima do nível do mar.

## Localidades na vizinhança
O diagrama seguinte representa as localidades num raio de 24 km ao redor de Oneida.